# Sport Club Corinthians Paulista (kvinder)
Sport Club Corinthians Paulista Futebol Feminino (også kendt som Corinthians) er en fodboldklub fra Tatuapé, São Paulo, Brasilien, den kvindelige afdeling af Sport Club Corinthians Paulista.

## Resultater
- Copa Libertadores Femenina
  - Vindere: 2017, 2019
- Campeonato Brasileiro
  - Vindere: 2018
- Copa do Brasil de Futebol Feminino
  - Vindere: 2016
- Campeonato Paulista de Futebol Feminino|Campeonato Paulista
  - Vindere: 2019

## Spillertruppen
Oversigten er opdateret til og med 1. maj 2020
I tilfælde af at en spiller ikke har erklæret, hvilket landshold vedkommende måtte tilhøre, så er fødselsstedet afgørende for nationaliteten.
| Nr. | Position        | Spiller            | Nation    |
| --- | --------------- | ------------------ | --------- |
| 1   | Målmand         | Tainá              | Brasilien |
| 2   | Forsvarsspiller | Katiuscia          | Brasilien |
| 3   | Forsvarsspiller | Ingrid             | Brasilien |
| 4   | Forsvarsspiller | Gislaine           | Brasilien |
| 6   | Forsvarsspiller | Calan              | Brasilien |
| 7   | Midtbanespiller | Grazi (kaptjan)    | Brasilien |
| 10  | Midtbanespiller | Gabi Zanotti       | Brasilien |
| 11  | Angriber        | Gabi Nunes         | Brasilien |
| 12  | Målmand         | Lelê               | Brasilien |
| 13  | Angriber        | Carina             | Brasilien |
| 14  | Angriber        | Millene            | Brasilien |
| 16  | Angriber        | Adriana            | Brasilien |
| 21  | Midtbanespiller | Paulinha           | Brasilien |
| 22  | Forsvarsspiller | Giovanna           | Brasilien |
| 31  | Forsvarsspiller | Tamires            | Brasilien |
| 32  | Forsvarsspiller | Su                 | Brasilien |
| 48  | Midtbanespiller | Diany              | Brasilien |
| 99  | Forsvarsspiller | Érika              | Brasilien |
| —   | Forsvarsspiller | Poliana            | Brasilien |
| —   | Midtbanespiller | Andressinha        | Brasilien |
| —   | Forsvarsspiller | Tamires            | Brasilien |
| —   | Midtbanespiller | Victória           | Brasilien |
| —   | Angriber        | Pamela             | Brasilien |
| —   | Angriber        | Giovanna Crivelari | Brasilien |

## Eksterne links
- Officiel hjemmeside (bretonsk)

| Fodbold | Spire Denne artikel om en fodboldklub er en spire som bør udbygges. Du er velkommen til at hjælpe Wikipedia ved at udvide den. |